# 巨型章魚

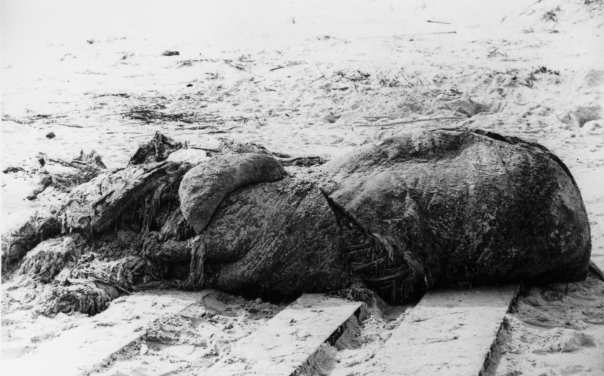
1896年發現的聖奧古斯丁怪物，在長達一個世紀内被認爲是巨型章魚，直到1995年確認爲鯨脂。

巨型章魚（英文：Gigantic octopus）是出現於世界各地和從古代到現代都有目擊中的海怪。
巨型章魚中最具代表性就是挪威海怪（Kraken），後來亦成為巨型章魚的代言詞。
現實世界中存在的大型章魚是以七胳膊章魚和北太平洋巨型章魚為代表。巨型章魚也有可能是根據巨烏賊和大王酸漿鱿的誤認所造成的傳說。

## 參看
- Heuvelmans, Bernard. . London: Kegan Paul International. 2003  [2019-12-18]. ISBN 978-0-7103-0870-2. （原始内容存档于2020-04-24） （英语）.